# Somatostatine
La somatostatine, aussi appelée GHIH (de l'anglais Growth Hormone-Inhibiting Hormone) ou SRIF (de l'anglais Somatotropin Release-Inhibiting Factor), est une hormone protéique inhibitrice de l'hormone de croissance.
Elle est sécrétée non seulement par les cellules de l'hypothalamus mais également par les cellules delta de l'estomac ainsi que par les neurones intrinsèques de l'intestin et du pancréas. Elle se lie aux récepteurs de la somatostatine.

## Étymologie
Le mot somatostatine est composé des mots grecs, sôma (« le corps ») et statos (« l’arrêt »)[réf. nécessaire].

## Caractéristiques
Elle existe sous deux formes actives, une de 14 acides aminés, une autre de 28 acides aminés, qui sont produites par un clivage alternatif d'un même propeptide, la pro-somatostatine, comportant 92 acides aminés, qu'une protéase clive (après une arginine) en libérant d'abord la somatostatine 28, puis à partir de celle-ci la somatostatine 14, du côté C-terminal.
Sa forme hypothalamique est un peptide de 28 acides aminés (somatostatine 28). Dans toutes les autres cellules sécrétrices, elle n'a que 14 acides aminés (somatostatine 14).

## Principales actions de la somatostatine
La somatostatine agit sur le système gastro-intestinal, mais également sur le système nerveux. Elle est considérée comme une cybernine car toutes ses actions sont inhibitrices.
Elle agit notamment par :
- inhibition du largage de l'hormone de croissance (GH) ;
- inhibition du largage de la TSH ;
- suppression du largage des hormones gastro-intestinales :
  - gastrine,
  - cholécystokinine (CCK),
  - sécrétine,
  - motiline,
  - vasoactive intestinal peptide (VIP),
  - gastric inhibitory polypeptide (GIP),
  - entéro-glucagon (GIP) ;
- inhibition de la vidange gastrique, de la contraction de la vésicule biliaire et de la mobilité intestinale ;
- suppression du largage d'hormones pancréatiques :
  - inhibition du largage de l'insuline,
  - inhibition du largage du glucagon ;
- inhibition de la sécrétion acide au niveau de l'estomac (voie paracrine) ;
- suppression de la sécrétion exocrine du pancréas.

## Récepteurs de la somatostatine
Il existe 5 types de récepteurs à la somatostatine, nommés de SSTR1 à SSTR5, dont les gènes sont présents sur des chromosomes différents. Ils sont exprimés à la surface des neurones, des cellules endothéliales vasculaire, ainsi que sur les cellules entéro-endocrines du système pancréatique, ces récepteurs font partie de la famille des récepteurs couplés aux protéines G (GPCR en anglais). On peut distinguer deux sous-groupes incluant respectivement SSTR1,4 et SSTR2,3 et 5. Seul SSTR5 montre une préférence de liaison pour le peptide de 28 acides aminés.

## Régulation
Sa demi-vie étant très courte, de l’ordre de 2 ou 3 minutes, elle est très peu régulée. Néanmoins plusieurs analogues, de durée d’action plus longue, sont actuellement synthétisés pour permettre de compenser à ce défaut.

## Anomalies
La somatostatine peut présenter une hypoactivité ou une hyperactivité, bien que ces anomalies soient rares.
Dans le cadre de gastrite chronique, une association entre une infection provoquée par la bactérie Helicobacter pylori et un taux inférieur de somatostatine est retrouvée.

## Utilisation thérapeutique
La somatostatine est utilisée sous forme de perfusion veineuse continue, comme vasoconstricteur splanchnique en traitement d’hémorragies digestives actives ou récentes par une varice œsophagienne dues à l'hypertension portale ou une angiodyplasie intestinale ainsi que dans certaines diarrhées, fistules intestinales et pancréatiques, ou du dumping syndrome.

## Analogues synthétiques
Les analogues de la somatostatine sont employés notamment lors d'une surexpression du récepteur SSTR2.
L'octréotide est un analogue synthétique  de 8 acides aminés. Cet octo-peptide possède des effets inhibiteurs plus puissants que la somatostatine sur la sécrétion de l'hormone de croissance (growth hormone, ou « GH »), du glucagon, ou de l'insuline. Il est utilisé en médecine dans le traitement de certaines affections hormonales (comme l'acromégalie) ou digestives et comme traceur pour la détection de certaines tumeurs neuroendocrines en médecine nucléaire, lorsqu'il est couplé à un isotope radioactif.
Le pasiréotide et le lanréotide sont d'autres analogues synthétiques.